# Castilleja rubra
Castilleja rubra là loài thực vật có hoa thuộc họ Cỏ chổi. Loài này được (Drobow) Rebrist. mô tả khoa học đầu tiên năm 1964.